# Bradlea macrostachys
Bradlea macrostachys là một loài thực vật có hoa trong họ Đậu. Loài này được (Torr. & A. Gray) Small mô tả khoa học đầu tiên năm 1901.